# 가타야마 히로시
가타야마 히로시(일본어: 片山 洋, 1940년 5월 28일 ~ )는 일본의 축구 선수이다.

## 국가대표팀 경력
그는 1961년 메르데카 국제축구대회에 참가할 일본 국가대표팀에 발탁되었으며, 8월 2일 말라야와의 경기에서 데뷔했다. 1962년과 1966년 아시안 게임, 1964년과 1968년 하계 올림픽에도 출전했다. 1966년 아시안 게임과 1968년 올림픽 동메달 획득에 기여했다. 그는 1971년까지 국제 A매치 통산 38경기에 출전했다.

## 통계
| 일본 | 일본 | 일본 |
| 연도 | 출전 | 득점 |
| ---- | ---- | ---- |
| 1961 | 4    | 0    |
| 1962 | 1    | 0    |
| 1963 | 5    | 0    |
| 1964 | 1    | 0    |
| 1965 | 4    | 0    |
| 1966 | 6    | 0    |
| 1967 | 5    | 0    |
| 1968 | 3    | 0    |
| 1969 | 4    | 0    |
| 1970 | 0    | 0    |
| 1971 | 5    | 0    |
| 통산 | 38   | 0    |